# Околово
Околово — деревня в Логойском районе Минской области Республики Беларусь. Административный центр Околовского сельсовета. Расположена на расстоянии 35 км на север от Логойска, 74 км от Минска, 64 км от жел. ст. Борисов на линии Минск-Орша. По состоянию на 2004 год в деревне были средняя школа, лесничество, магазин, отделение связи, церковь. По состоянию на 2010 год в деревне проживало 109 человек, 47 хозяйств.

## История
В 1700 году упоминается как местечко возле реки Корчавица, во владении помещиков Свирских в Минском повете и воеводстве Великого княжества литовского. После второго раздела Речи Посполитой (1793) в составе Российской империи. В 1798 году бывший писарь Великого княжества литовского Волович основал деревянный костёл. В 1800 году насчитывалось 3 двора, 55 жителей, костёл, церковь, водяная мельница. В 1811 году местечко, 46 мужчин, в составе Борисовского уезда Минской губернии. В 1833 году была собственностью предводителя дворянства Борисовского уезда Иосифа Волловича, имела статус местечка, где находился римско-католический, парафиальный костёл. В 1846 году население местечка составляло 179 человека (22 дома). В 1886 году местечко, 28 дворов, 268 жителей, в Прусовичской волости Борисовского уезда Минской губернии, костёл, 3 магазина, корчма, водяная мельница. В 1897 году местечко (339 дворов, 201 житель, костёл, 2 магазина, питейный дом и поместье (30 жителей), в Прусовичской волости Борисовского уезда. В начале XX века местечко, центр Околовской сельской общины, в которую входили 26 хозяйств, имеющие 29,8 десятин земли. С февраля по декабрь 1918 года деревня оккупирована армией кайзеровской Германии, с августа 1919 года по июль 1920 года — армией Польши. С 1919 году включена в состав БССР. В 1921 году действовала трудовая школа первой ступени, размещавшаяся в наёмном помещении. В 1924 году в ней училось 90 детей. С 20 августа 1924 года Околово стало центром Околовского сельсовета Плещеницкого района Борисовского округа. 24 сентября 1926 года реорганизован в национальный польский. С 9 июня 1927 года в Минском округе (до 26 июля 1930 года). 26 мая 1935 года преобразован в белорусский сельсовет. С 20 февраля 1938 года в Минской области. В 1926 году в Околово был 41 двор, в которых проживали 125 жителей. Рядом размещался одноимённый посёлок, в котором было 19 дворов, 90 жителей. В 1930 году организован колхоз «Красный коммунар», работали водяная мельница, кузница. По состоянию на 1941 год в деревне был 51 двор, 2119 жителей. Во время Великой Отечественной войны с начала июля 1941 года по начало июля 1944 года деревня оккупирована немецко-фашистскими захватчиками, которые сожгли 12 дворов и загубили 2 жителей, 19 жителей вывезли в Германию, 2 уроженца погибли на фронте. С 25 декабря 1962 года в Логойском районе. В 1969 году 72 двора, 199 жителей.

## Достопримечательности
- Старое католическое кладбище: брама (2-я половина XIX века, стиль — неоклассицизм)[3][4]
- Костёл (в здании бывшего магазина, деревянный, 2-я половина XX века)
- Деревянная церковь Казанской иконы Божией Матери (годы постройки: 2002—2005, действующая)
- Костёл Святого Архангела Михаила (годы постройки: 1798—1804, утрачен в годы Великой Отечественной войны)[5]